# Joppolo
Joppolo är en ort och kommun i provinsen Vibo Valentia i regionen Kalabrien i Italien. Kommunen hade 1 916 invånare (2017).